# Travisia brevis
Travisia brevis är en ringmaskart som beskrevs av Moore 1923. Travisia brevis ingår i släktet Travisia och familjen Opheliidae. Inga underarter finns listade i Catalogue of Life.